# Integrative Pädagogik

Schema der Entwicklungsstufen schulischer Integration

Integrative Pädagogik bezeichnet allgemein die Einbeziehung besonderer Eigenschaften, Verhaltens- und Denkweisen in das Bildungs- und Erziehungssystem. Im engeren Sinne bezeichnet sie die Integration benachteiligter Schüler in der Sonderpädagogik.
Schulische Integration bezeichnet in der Pädagogik das Einbinden von Menschen mit Behinderungen in den Schulunterricht von Nichtbehinderten. Es geht darum, dass Menschen mit Behinderung sich durch direkte Nachahmung Fertigkeiten autodidaktisch beibringen.  Das grenzt die Lernmethode von der integrativen Pädagogik ab, denn dort sollen auch nicht beeinträchtigte Mitschüler den „körperlich oder geistig Benachteiligten“ Lerninhalte und Fertigkeiten aktiv vermitteln, sofern die zu Integrierenden für den Erwerb solcher Inhalte und Fertigkeiten in der Lage sind (z. B. darf das Lernziel „erkennen“ niemals als „durch Sehen wahrnehmen“ interpretiert werden, wenn ein Schüler blind ist).

## Begriffsdiskussion
Es gibt ein breites Spektrum an begrifflichen Fassungen. In NRW wurde zu Beginn der 1980er Jahre der Begriff „Schulversuch Gemeinsamer Unterricht mit Behinderten und Nichtbehinderten“ im Rahmen eines an 80 Schulen laufenden Schulversuchs für integrativen Unterricht geprägt. Seit international die Terminologie inklusive Pädagogik bzw. inklusiver Unterricht etabliert wurde, hat dieser Begriff auch in Deutschland Verbreitung gefunden. Inklusive Pädagogik versteht sich als Ansatz des gemeinsamen Lebens und Lernens, bei dem nicht einzelne Individuen oder Gruppen als spezifisch behindert definiert werden.

## Ziele der Integrativen Pädagogik
Im schulischen Bereich unterscheidet man zwischen zielgleicher und zieldifferenter Integration. Bei zielgleicher Integration streben alle Schüler das gleiche Bildungsziel an, bei zieldifferenter Integration wird ein Bildungsziel an die Fähigkeiten eines Schüler (etwa bei geistiger Behinderung) angepasst.
Ein Beispiel integrativer Pädagogik findet sich in den zahlreichen Montessori-Schulen. Die nach Dr. Maria Montessori benannte Montessoripädagogik beruht auf offenem Unterricht im Gegensatz zum Frontalunterricht. Neben altersgemischter Erziehung werden auch Kinder mit einer Beeinträchtigung in den regulären Unterricht integriert. Durch selbstverantwortliches Lernen profitieren die leistungsschwächeren Schüler von der Hilfe durch leistungsstärkerer Schüler, die ihrerseits durch diese geleistete Hilfe profitieren.
Nach den Erkenntnissen der Lernpsychologie bleiben Lerninhalte fester im Gedächtnis verankert, wenn diese eigenverantwortlich geplant und durchgeführt bzw. ausprobiert werden. Frontalunterricht ist bei manchen Lerninhalten weniger effektiv. Gleichzeitig werden auch wichtige soziale Kompetenzen der Schüler gefördert, indem sie sich gegenseitig beim Lernen helfen.

## Institutionen zur Integration
Zu den Institutionen und Organisationsformen, die an der Integration Benachteiligter arbeiten, gehören die Kindergärten, Schulen, Horte, freie pädagogische Einrichtungen, die Universitäten, Frühförderung, KiTas und Vorschulgruppen.
Für die deutsche, auf die Schule bezogene Integration stehen:
1. Regelschulklassen ohne sonderpädagogische Betreuung (siehe inklusive Pädagogik)
2. Regelschulklassen mit Beratungsprogramm
3. Regelschulklassen mit vorübergehendem Förderunterricht
4. Regelschulklassen mit Ambulanzlehrer (Stützlehrersystem)
5. Regelschulklassen in einer Schule mit Resource-Room
6. Integrationsklasse mit Zwei-Pädagogen-System
  1. mit gleichem Einzugsbereich für alle Schüler
  2. mit erweitertem Einzugsbereich für die behinderten Schüler
7. Kooperative Sonderschulklasse in einer Regelschule
8. Separierte Sonderschulklasse in einer Regelschule
9. Kooperative Sonderschule bei einer Regelschule
10. Sonderschule mit zusätzlichen nichtbehinderten Schülern  (Präventive Integration)
11. Separierte Sonderschule
12. Offene Heimsonderschule
13. Separierte Heimsonderschule

Die organisatorischen Rahmenbedingungen werden durch das jeweilige Bundesland bestimmt. Nach der integrativen Pädagogik wird ein benachteiligtes Kind zwar gemeinsam mit anderen Kindern unterrichtet, erhält aber auf der Grundlage einer Diagnose, aus der ein sonderpädagogischer Förderbedarf abgeleitet wird, (zusätzlich) speziellen Unterricht. In der inklusiven Pädagogik hingegen sollen alle Kinder in Regelschulklassen untergebracht und dort nicht, und zwar auch nicht phasenweise, separiert werden. Befürworter der Inklusion gehen davon aus, dass jedes Kind optimale Lernfortschritte mache, wenn es nie von seinen Mitschülern getrennt werde, und von jeder ausgebildeten Lehrkraft optimal im gemeinsamen Unterricht gefördert werden könne.

## Ansätze in anderen Ländern
In England hat die inklusive Perspektive den Rang einer zentralen Zieldimension im National Curriculum.